# Byszew (powiat kutnowski)
Byszew – wieś w Polsce położona w województwie łódzkim, w powiecie kutnowskim, w gminie Kutno.
Wieś szlachecka Byszewo położona była w drugiej połowie XVI wieku w powiecie łęczyckim województwa łęczyckiego. W latach 1954–1972 wieś należała i była siedzibą władz gromady Byszew. W latach 1975–1998 miejscowość administracyjnie należała do województwa płockiego.

## Zabytki
Do wojewódzkiego rejestru wpisane są obiekty:
- zespół pałacowy, 1 poł. XIX w.:
  - pałac, nr rej.: 397 z 8.07.1967
  - oficyna (rządcówka), nr rej.: 398 z 8.07.1967
  - park, nr rej.: 399 z 8.07.1967